# Picador

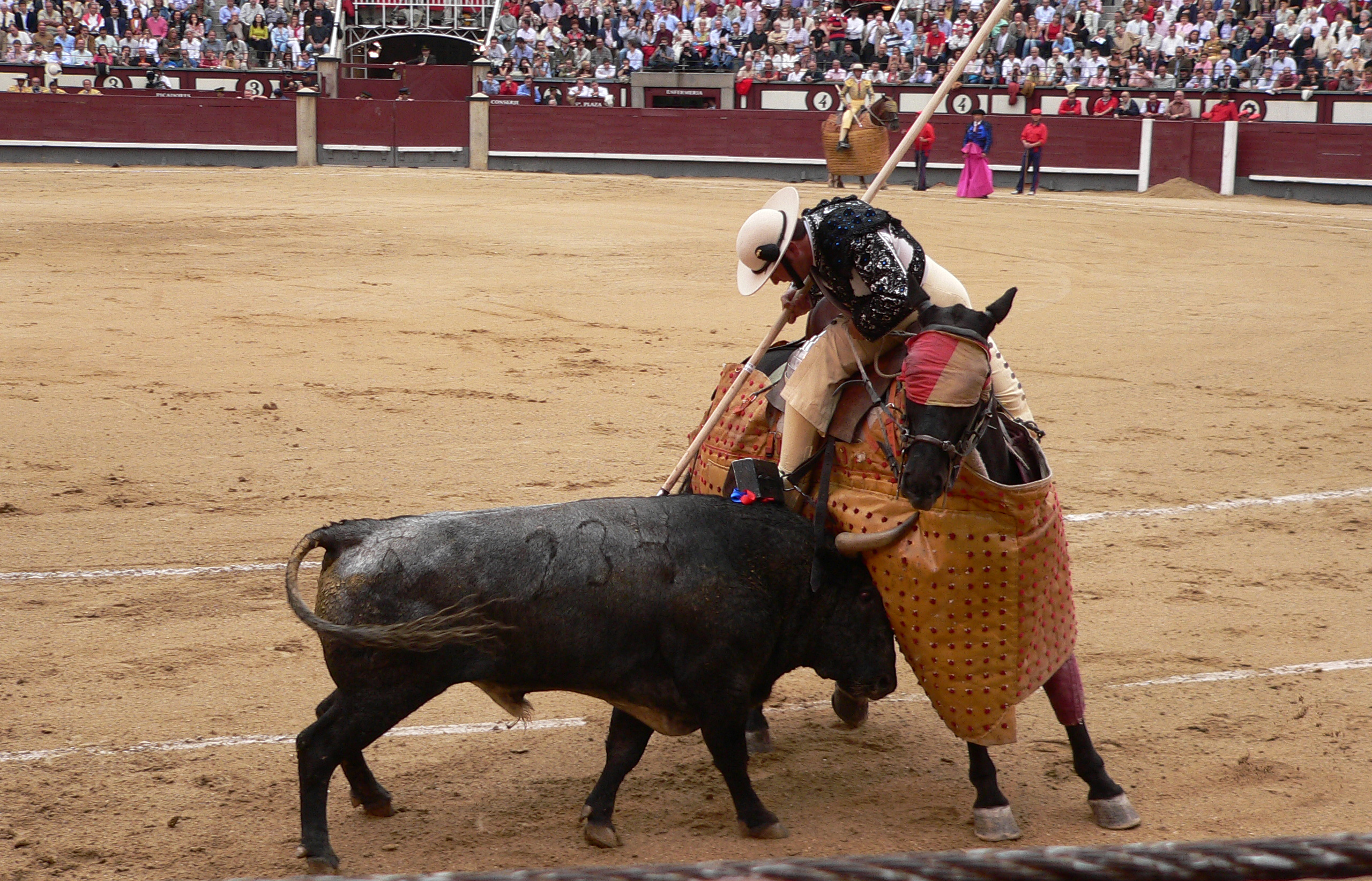
Imagen de un picador en una corrida de toros.

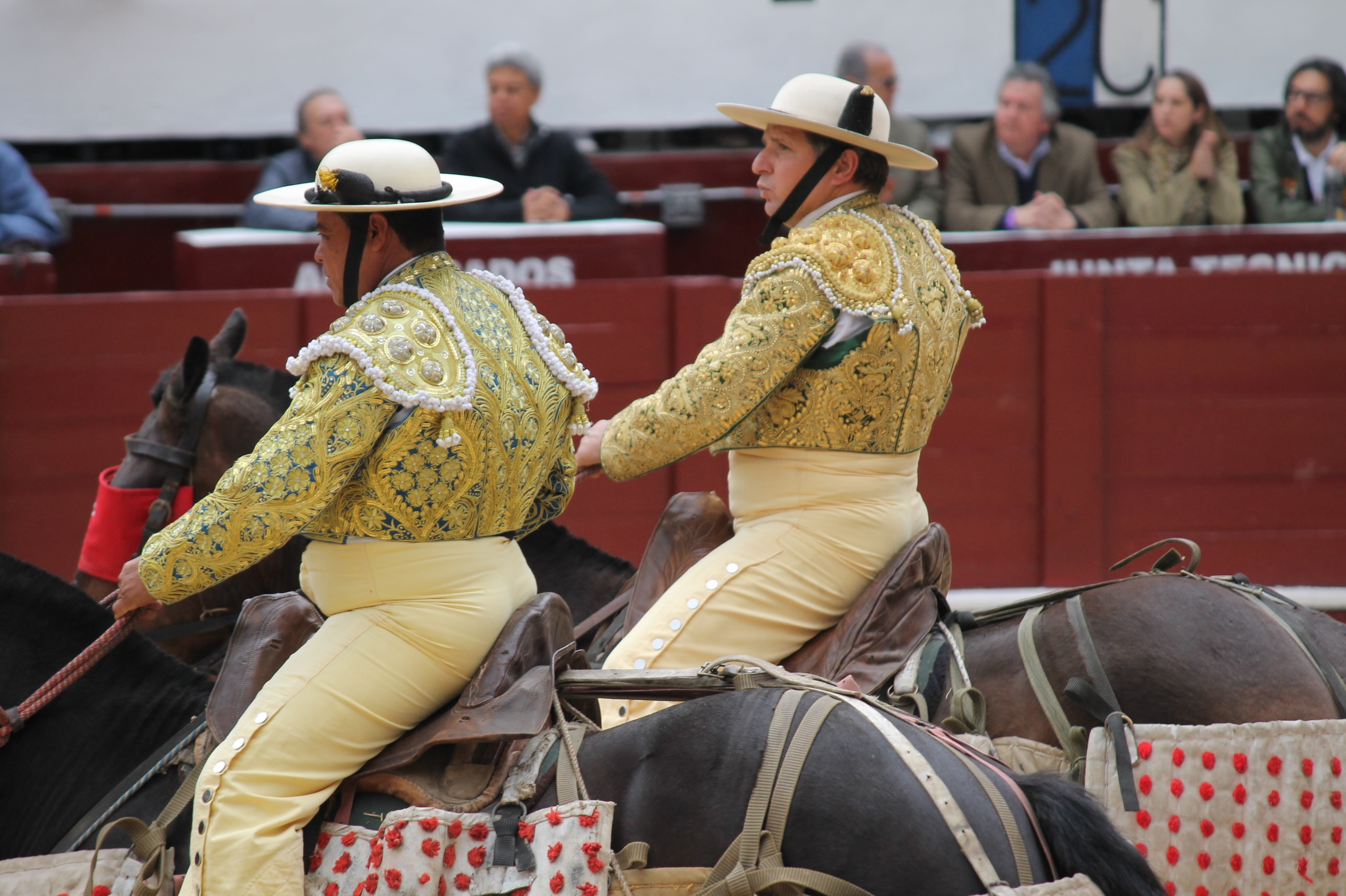
Paseíllo en la Santa María de Bogotá

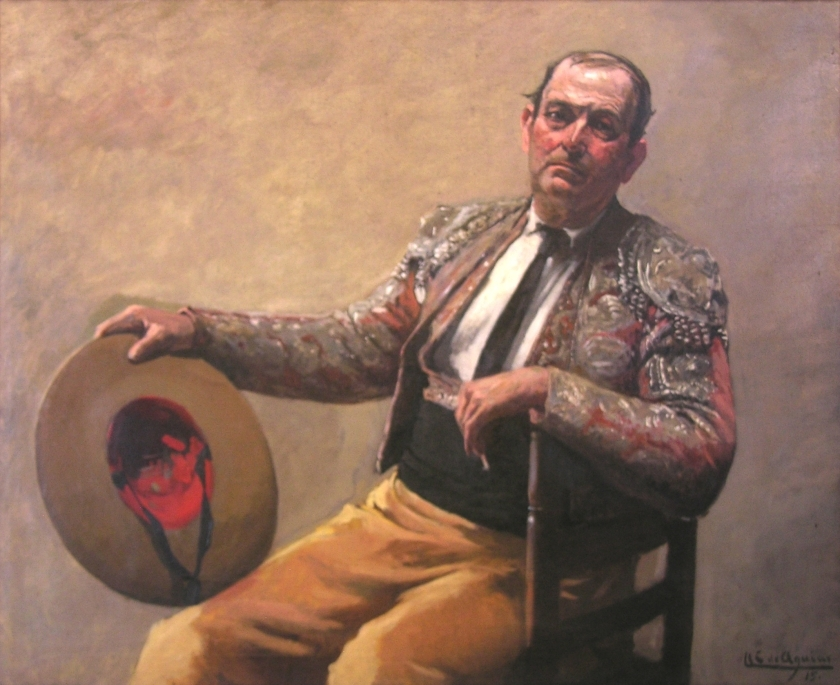
"Picador Sentado", por Andrés Parladé. Museo de artes y costumbres populares de Sevilla.

Picador en tauromaquia es como se denomina al torero a caballo que pica (del verbo picar) con la llamada vara de detener —pica, garrocha o rejón— a los toros durante una corrida de toros. También eran llamados varilargueros, hulanos, lanceros o piconeros.  El picador desarrolla la suerte de picar en el denominado tercio de varas, el primero de los tercios en los que se divide la lidia. La función de picar es la de ahormar al toro —es decir cambiarle la conducta— con la intención de templar la velocidad, la violencia en la acometida y el ímpetu que tiene el toro al salir al ruedo, consiste en aplicar la vara de detener sobre el morrillo del toro causando una herida denomina puyazo. El oficio que desarrolla el picador tiene gran relevancia para el desarrollo posterior de la lidia pues el objetivo de la suerte de varas es apreciar la bravura o la carencia de ella en el toro.
José Sánchez de Neira en su obra «El toreo» de 1879 cita el uso de varilarguero:
«[…] como en Córdoba el año 1770, los varilargueros Alonso y González cobraron por picar cuarenta toros en cuatro días por mañana y tarde cinco mil reales, dos caballos […]»
 

La revista «Sol y sombra» con motivo de la inauguración de la plaza de toros de San Sebastián el 9 de agosto de 1903 cita el uso de hulano: 
«En otra vara el toro también derribó al hulano con estrépito […]»

## Historia
El varilarguero que se conoce en tiempos modernos (siglo XX y XXI) tuvo su origen en el caballero alanceador que para torear llevaba una lanza, la lanza evolucionó a la vara larga y luego fue modificada hasta las varas de detener empleadas por primera vez por el marqués de Zahara o Pedro Ponce de León como una muestra de gallardía de la época. Esta evolución cambió definitivamente el papel del picador que pasó de protagonista de la lidia a colaborador de la misma, actuando solo el primer tercio de la corrida de toros. Se desconoce el momento exacto en el que surge la suerte de varas ejecutada con la vara corta que usa el picador en tiempos modernos, José María de Cossío indica que este cambio vino como consecuencia de la evolución e importancia que el toreo a pie fue tomando a partir del siglo XVIII e inicios del siglo XIX. Durante este tiempo el torero a pie se impuso al toreo de los varilargueros. Pepe-Hillo y después Francisco Montes en sus respectivas obras «La tauromaquia» y «Tauromaquia completa» recogen extensamente las condiciones y la técnica en las que los picadores debían desarrollar su labor en el ruedo, según las características del toro. Recomendaciones que fueron editadas por diferentes tratadistas en épocas posteriores.
A Partir de la segunda mitad del siglo XIX en los carteles de las corridas de toros se modifica la fórmula «picarán» referida a los toreros a caballo actuantes, para empezar a anunciarlos con el nombre de picadores.
El número mínimo de puyazos dados al toro aplicados por el picador ha ido variando, primitivamente el presidente de la corrida de toros era el encargado de tomar la decisión de la cantidad, así en el siglo XV podía ordenar echar los perros al toro manso (hostigamiento de toros) que no recibiese ninguna vara de picar o bien como en el siglo XVIII podía ordenar ponerle banderillas de fuego al toro al que no se le pudiesen dar tres puyazos, estas dos formas se prohibieron en 1917. El presidente también tenía la autoridad para decidir si el picador había picado al toro adecuadamente o no.
En el siglo XIX, el orden en la que se ejecutaba el tercio de varas fue modificado ante la corrupción en los turnos de actuación de los picadores. Era costumbre que el primero en actuar fuese el picador de más antigüedad, esta cortesía llegó a convertirse en una norma, con el tiempo se pasó a ceder el turno a los más noveles hasta el punto de llegar ser los picadores de reserva los primeros en actuar. Este hecho exponía seriamente a los picadores menos antiguos, por su inexperiencia, al verse obligados a picar al primer toro de la corrida. La suerte ejecutada habitualmente durante este periodo era la de «A caballo levantado», convirtiendo la suerte de picar en un lance en el que era el toro el que derribaba al picador y no al revés. En el siglo XX ante el importante peligro al que se vieron expuestos tanto picadores como caballos, varias comisiones tras diversos estudios aportaron varias soluciones, entre las medidas propuestas se convino suprimir la suerte de picar o suerte de varas «A caballo levantado» y también la restricción al picador para que no pudiese salir al ruedo hasta que el toro no reuniese las condiciones necesarias o estuviese fijado. Otra de las iniciativas aportadas fue la de cambiar el tipo de puya para dotar de más protección al picador y al caballo, sin embargo la idea de la nueva puya no prosperó por lo que al final se optó en el año 1927 por añadir un peto para la protección del caballo como se hacía en Francia; esta protección, en España, fue conocida como el «Caparazón». Las modificaciones adoptadas causaron importantes controversias entre los ganaderos al considerar estos que en realidad con las nuevas medidas lo que se pretendía era añadir una serie de capotazos a modo de prólogo antes de la actuación del picador. Las reformas y modificaciones, fueron recogidas unos años más tarde por el reglamento taurino de 1930.

### Controversia
El picador ha estado a lo largo de su historia sometido a diferentes controversias. Desde las modificaciones de los turnos de los picadores, el número de puyazos que recibía el toro, hasta la intensidad de los mismos han sido en ocasiones empleados en beneficio o perjuicio de ganaderías y toreros a lo largo de la historia de la tauromaquia; razón por la cual la legislación ha ido adoptando diferentes medidas a través de las regulaciones oficiales en reglamentos y disposiciones. El picador no goza en ocasiones del aprecio del público y recibe fácilmente críticas a su actuación a veces considerada antiestética y cruel. La realidad es que dentro de la lidia, la suerte que realiza el picador es indispensable y no puede ser sustituida por ninguna otra con el mismo resultado y eficacia. En el otro lado de la controversia el picador recibe alabanzas por parte del aficionado y de la crítica taurina cuando desarrolla bien la suerte y el toro muestra su bravura acudiendo y luchando con el caballo.

### Origen de la primera línea en el ruedo

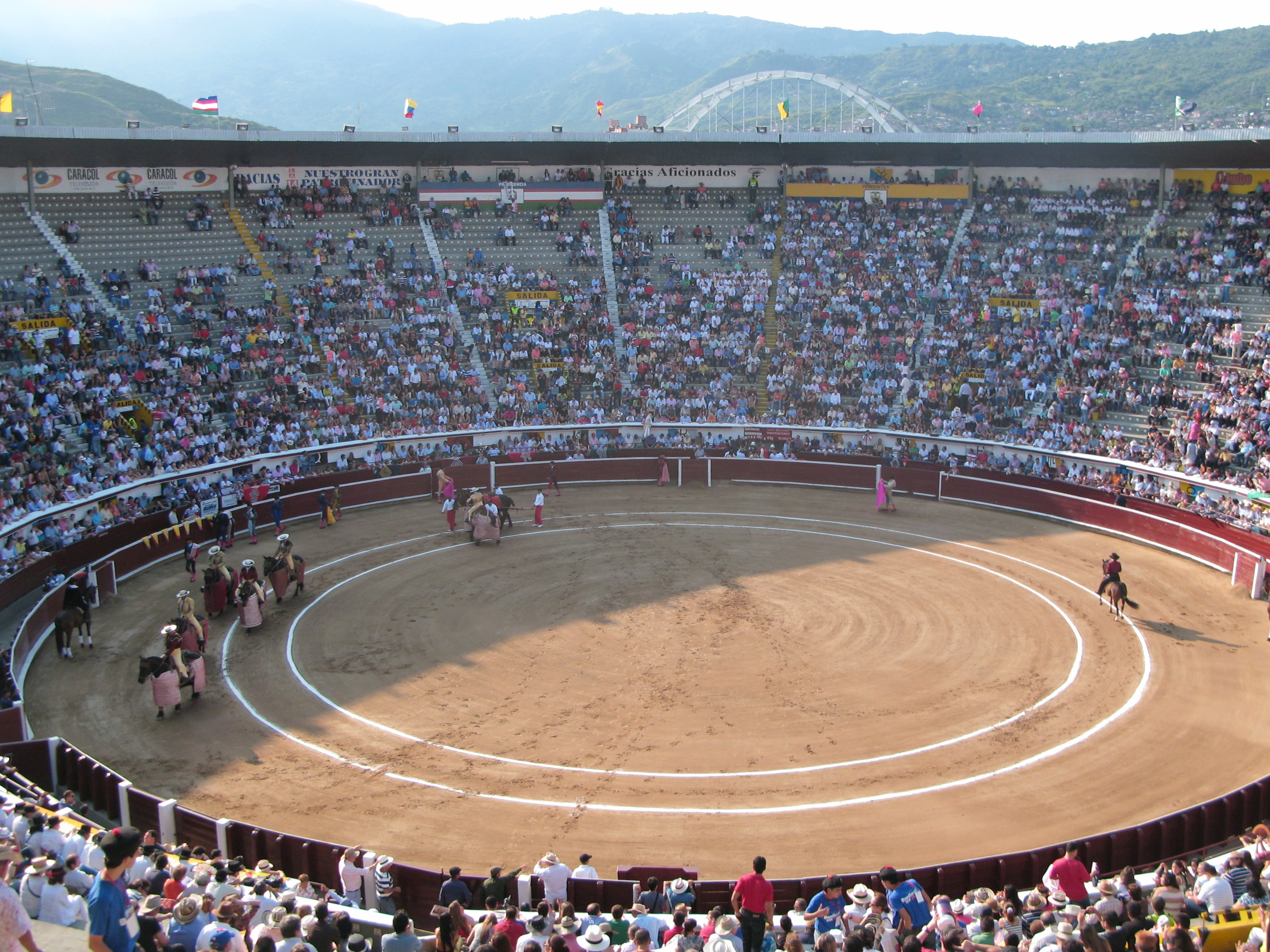
Ruedo plaza de Cali, líneas del tercio de varas

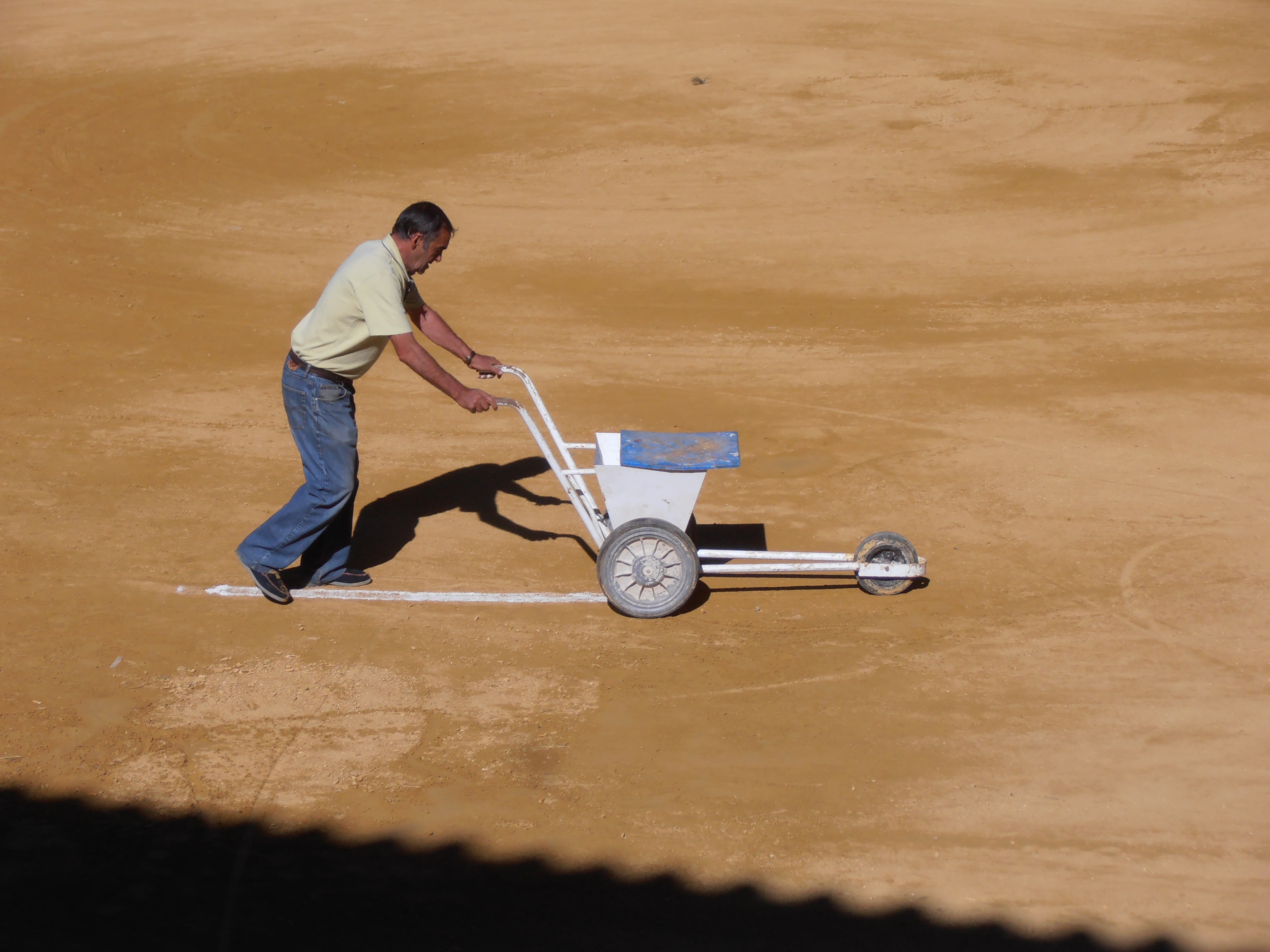
Peón de plaza pintando la raya del tercio de varas en el ruedo. Plaza de toros de Béjar

En 1918 el reglamento taurino estableció que para picar, los picadores deberían ser quienes fueran al encuentro del toro lidiado hasta los tercios de la plaza de toros, la arbitrariedad con la que la norma era interpretada por parte de los picadores provocó las protestas de los aficionados;  para dar solución a este problema se acordó colocar una señal consistente en pintar una circunferencia concéntrica en el ruedo para delimitar hasta donde podía llegar el picador para citar al toro. La medida se recogió en el reglamento de 1923, artículo 4. En el mismo reglamento se recogen además el número de puyazos que debe recibir el toro por parte del picador, fijados entonces en cuatro.
Una disposición oficial de 1959 introduce dos líneas concéntricas pintadas en la arena del coso taurino que limitan la posición del picador y del toro en el ruedo en el momento del cite. La disposición buscó terminar con la práctica de algunos toreros de colocar literalmente al toro bajo del estribo del caballo del picador, permitiendo así que el toro pueda desarrollar todo su empuje en la arrancada hacia el caballo tras ser citado. El picador debe entonces detener la embestida del toro con la vara de forma que se permita valorar toda su bravura, cuando esto es posible ejecución de la suerte por parte del picador es muy valorada por el aficionado que presencia la corrida de toros.

### El peto del caballo
En 1932 se convocó un concurso para encontrar un modelo de peto definitivo para el caballo del picador que no emplease en su fabricación materiales excesivamente duros pues dificultaban la labor del picador. Finalmente se decidió adoptar un modelo de material más blando, flexible y de reparación rápida. Tras la realización de diferentes pruebas con el nuevo peto en varias novilladas y fiestas menores se encontró el modelo definitivo considerado desde entonces como reglamentario, este peto ha llegado hasta el toreo del siglo XXI.

## Traje y útiles del picador

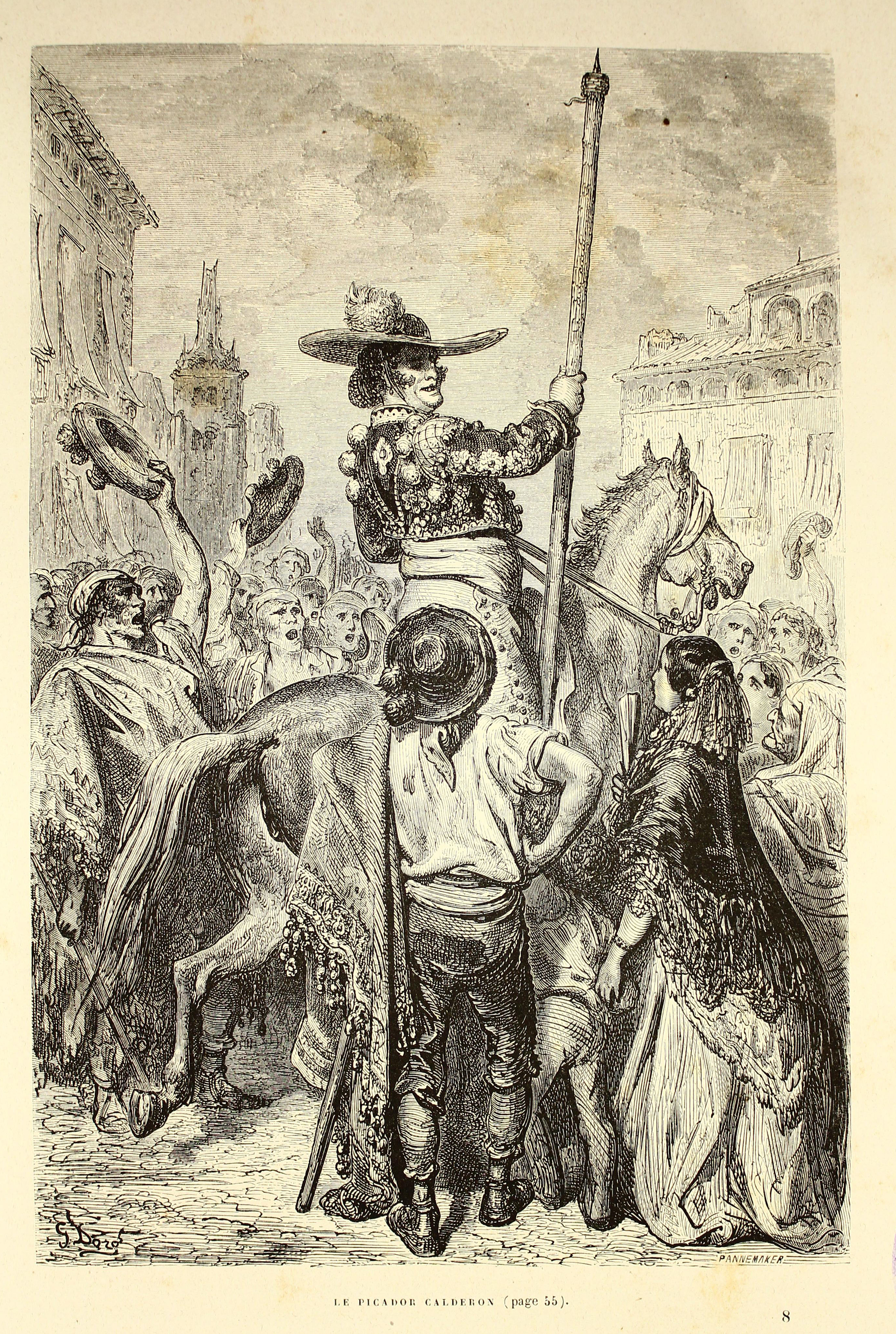
"Le picador Calderon" Gustave Doré 1874

El traje del picador se ha mantenido sin apenas cambios desde su origen, consta de sombrero, chaquetilla, calzón, polaina de hierro, espinilleras y botas.

### Castoreño
El castoreño o sombrero característico que luce el picador tiene su origen en los sombreros usados por los majos goyescos del siglo XVIII y siglo XIX —persona de las clases populares de Madrid— sombreo de copa baja en forma de medio queso. Debe su nombre a la piel de castor con el que se confeccionaban originalmente, la piel ha sido sustituida por materiales de imitación igual de duros que la piel natural. Llevan un barbotejo o cinta que rodea la copa cuya función es sujetar el sombrero a la cabeza ajustando la correa bajo la barbilla.

### Chaquetilla

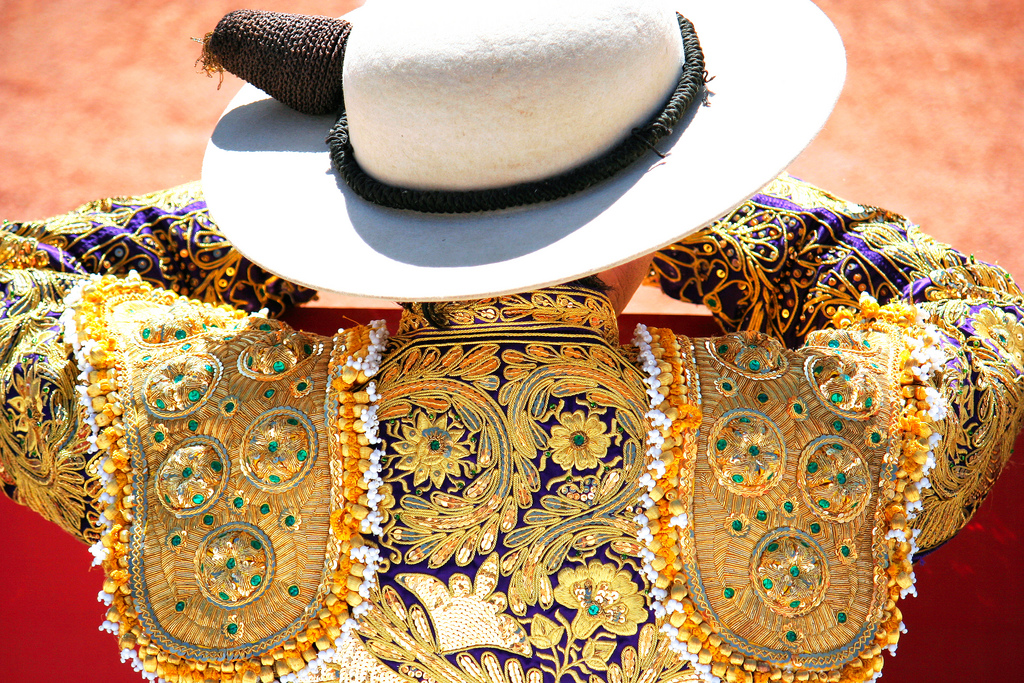
Castoreño y chaquetilla de Picador

El aspecto de la chaquetilla del picador es similar al del torero, diferenciándose por el tamaño de las hombreras de mayores dimensiones las del picador; el interior está reforzado con una armadura interior y las mangas llevan unas coderas especiales para fortalecerlas.  La chaquetilla lleva un forro de tejido similar al calzón pensado para amortiguar los golpes que pueda recibir el picador en las caídas del caballo. Lleva bordados con hilos de oro similares a los bordados de las chaquetillas de los toreros, tradición que conservan los picadores cuando gozaron de un papel protagonista en la tauromaquia, antes de la aparición del torero a pie actual..Otros nombres que recibe la chaquetilla son chupa o chaleco.

### Polaina de hierro, espinilleras, calzón y botas
La polaina de hierro ha sido el elemento que ha sufrido las modificaciones más importantes de la vestimenta del picador. Gregorio Gallo (rejoneador) en el siglo XVII introduce una polaina de hierro para la pierna derecha expuesta a las embestidas del toro. Esta polaina se llamó «Gregoriana» en honor a su creador, parte desde la bota y cubre la pierna a modo de espinillera. Noveli en su obra «Cartilla de torear» indica que el material exigido para su fabricación debía ser el hierro templado, fuertes y ligeras para poderlas ajustar bien a la pierna del picador; cubiertas con unos botines blancos de gamuza de ante, la «Gregoriana» fue utilizada por el varilarguero de donde pasó al picador. En el siglo XIX  formaron parte de la indumentaria unos guantes blancos que el picador, por ser jinete, llevaba mientras permanecía en la plaza de toros, era habitual untar los guantes con resina para facilitar el agarre de la garrocha, en desuso.
Hacia la mitad del siglo XIX se introducen mejoras en la «Gregoriana», se le añade una cubierta metálica articulada para la defensa del muslo y la rodilla derecha llamada «mona» o «hierros», la espinillera que protege la pierna izquierda se conoce con el nombre de «Monilla». Debajo de la defensa metálica el picador viste un calzón asegurado con pelote, algodón y otros tejidos que suavizan el peso y el contacto de la armadura metálica. Las espinilleras llevan un botín blanco encima y sobre ellos un calzón corto de gamuza al que Badila (picador) en 1880 le modifica el largo hasta llevarlo por debajo de la rodilla.
La bota incorpora una defensa de hierro formada por una doble o triple capa de suela de hierro con forma de caja. Se compone de dos piezas, la anterior y la posterior, unidas mediante un pasador.

### Puya

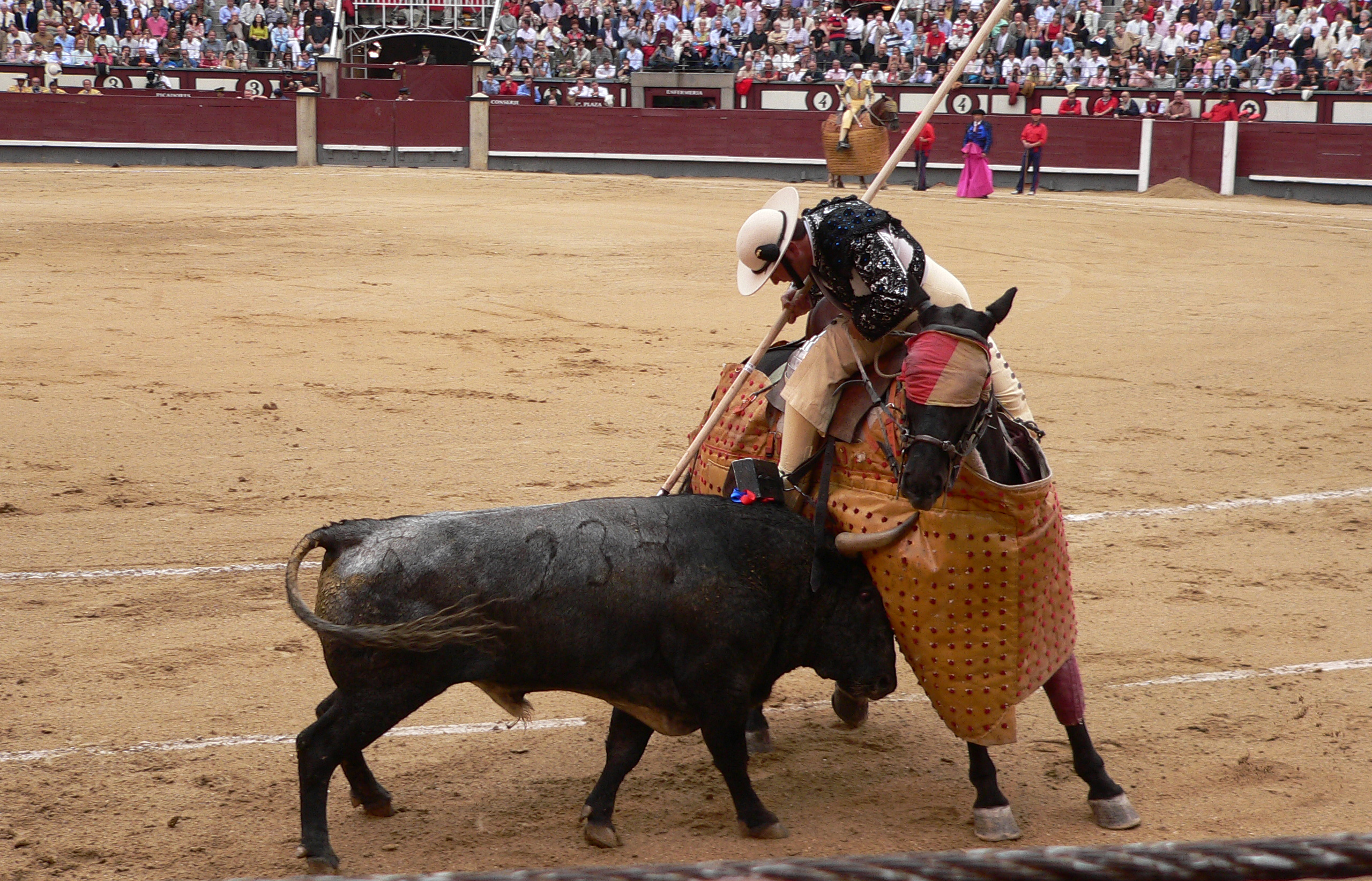
Picador con vara de detener picando al toro

Es el utensilio con el que se pica al toro. A lo largo de la historia de la tauromaquia ha sido modificada con el fin de adecuarla a las necesidades de la evolución de la lidia. La función de la puya es la de sangrar ligeramente al toro con el fin de rebajar la fuerza altiva de este, hecho que se conoce como ahomar, y por otra lado se logra que el toro baje o agache la cabeza —humille la cabeza en el vocabulario taurino— para que así siga los engaños con más suavidad. El puyazo —herida causada al toro al ser picado— debe colocarse en la parte más alta del cuello del animal denominada morrillo, es la parte visiblemente más musculosa; antiguamente era denominada cerviguillo (de cerviz), conocida también como la «pelota». Se considera inadecuado e incorrecto que se pique al toro con un puyazo en otras zonas que no sea en la parte alta del morrillo, también es rechazado el exceso a la hora de picar los toros por parte del picador así como el sangrado excesivo de los mismos; tanto los excesos, como errar en la colocación de la vara —delantera, trasera— a la hora de picar han generado grandes controversias y provocan sonoras protestas entre los aficionados que asisten a los festejos al ser cuestionadas las actuaciones de los picadores.
La puya es una punta metálica realizada en acero y va unida a la vara de detener o garrocha que lleva el picador. Está regulada por el Reglamento Taurino donde se recogen sus características y dimensiones. Hasta el siglo XIX cada plaza de toros tenía su propio tipo de puya recogido por el reglamento correspondiente. El Real Decreto 145/1996, artículo 62, regula que el total de puyas que se pueden tener en la plaza por corrida de toros o novillada picada es de catorce, estas son entregadas para su inspección la mañana antes de la celebración de la corrida de toros o novillada picada, una vez han sido revisadas, las puyas son selladas y precintadas por el delegado gubernativo correspondiente. El precinto aplicado se levanta dos horas antes del inicio del festejo en la misma plaza de toros.
Tipos de puyas:
- puya de pirámide triangular.[21]
- puya de limoncillo, con un tope para que la vara no penetre tras la puya, recibe su nombre por el parecido de la forma al de un limón.[19]

### Vara de detener
La vara de detener es utilizada por los picadores para detener y picar los toros. Las características de las varas de detener están reguladas al igual que las puyas por el Reglamento taurino, son realizadas en madera de haya o fresno, tienen una forma ligeramente curva, la puya se monta en uno de los extremos de la vara cuya longitud varía entre los dos metros y medio y los dos metros setenta centímetros. La cantidad de varas presentes en la plaza para la celebración de la corrida por cada toro es de tres. La vara de detener ha sufrido modificaciones según ha ido evolucionando la lidia desde las primeras lanzas que usaron los caballeros en su lucha con las reses. Deriva de la garrocha campera empleada en las faenas que realizaban ganaderos y mayorales en el campo para manejar reses bravas.

### El caballo del picador y el peto

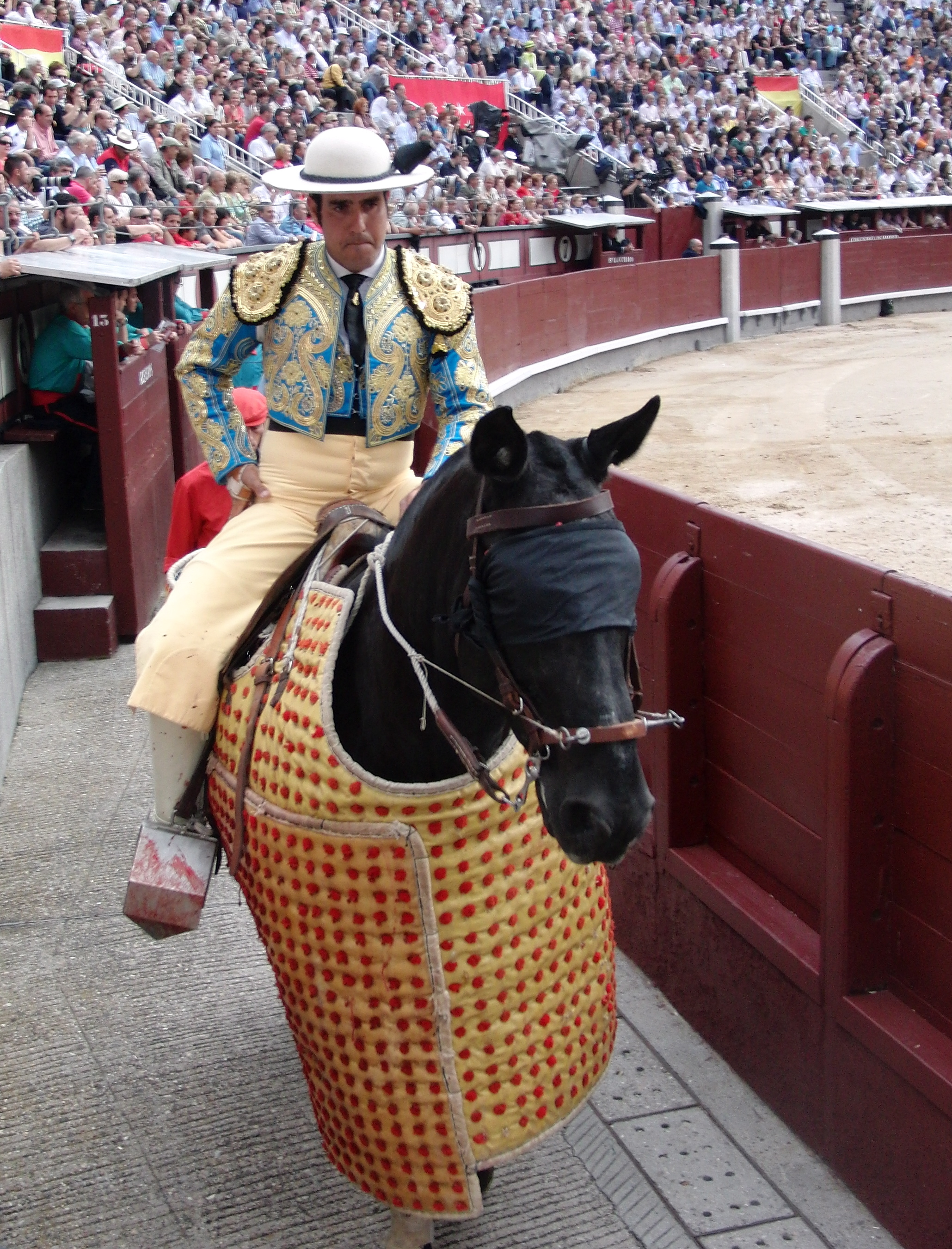
Picador y caballo de picar

El caballo es esencial para que el picador pueda realizar su labor, por lo que es indispensable que sea un buen jinete. El caballo es adiestrado para la función que realiza en el ruedo, debe tener un peso y un tamaño adecuado aunque es frecuente ver en las plazas caballos con exceso de peso o demasiado grandes, condiciones que restan efectividad al tercio de varas y a la ejecución de la suerte. El caballo fue protegido de las acometidas o cornadas del toro con un peto en 1932.
El peto que cubre al caballo está confeccionado con varias lonas impermeables y un relleno de algodón, unidos a moteado de estambre, faldoncillo guateado y ribetes de cuero. Abrochado al caballo mediante correas y tirantes que evitan el ascenso del estribo. En tiempos modernos los materiales más flexibles y resistentes (Kevlar) usados en la fabricación de los petos han permitido rebajar el peso de los mismos desde los quinientos hasta los treinta kilogramos. Como máximo la legislación indica que por corrida de toros celebrada el número mínimo de petos presentes en la plaza el día de la corrida de toros es de seis.
Las características del caballo de picar se detallan en los Reglamentos Taurinos oficiales. Los caballos de picar son responsabilidad de la empresa que organiza el festejo. Son llevados a la plaza de toros diez horas antes del inicio de la corrida de toros, no son válidos los caballos de razas de tracción sino que son caballos específicos domados para la función que desempeñan durante la lidia. El peso de los equinos está establecido según el reglamento taurino entre quinientos y seiscientos cincuenta kilogramos y en las plazas de primera categoría para la celebración de la corrida de toros son presentados seis caballos, mientras que en las de segunda categoría el número es de cuatro. Veterinarios colegiados consignados por el Gobierno Civil y en presencia del presidente de la plaza, comprueban que los caballos de picar cumplan las condiciones necesarias para actuar en el ruedo y estén en perfecto estado de salud, una vez realizadas las comprobaciones pertinentes se levanta un acta oficial. Los picadores escogen la montura según la antigüedad que tengan, siendo el primero en elegir el que más tiempo lleve en la profesión no pudiendo rechazar ninguno de los caballos aprobados por los veterinarios.

## Glosario
El amplio vocabulario taurino autorizado ha recogido en diferentes diccionarios y manuales sobre tauromaquia un amplio número de voces relacionadas con los picadores, las más habituales para entender las acciones del picador son:
- Cargarse sobre el palo: es la acción realizada por el picador sobre la vara al picar al toro para que salga del embroque y con ella de la suerte.[24][23]
- Cerrar la salida: acción realizada por el picador de forma que el toro queda en el espacio de las tablas y el picador colocado entre estas y los medios del ruedo.
- Encontronazo: dicho del momento en el que el toro acomete de forma violenta y aislada contra el caballo del picador.
- Marrar el toro: se ha denominado marrar el toro, al fallo cometido por el picador en el momento de picar de forma que no ha cogido al toro con la puya.
- Meterse en el toro: dicho de la forma en la que el picador espera para tomar al toro en la jurisdicción o en el sitio para picarlo. El término aplicado sería: «meterse bien en los toros».
- Morrillo: parte superior, carnosa dura y prominente del cuello del toro, en su parte más alta es donde el toro es picado.[25][1]
- Puyazo: es la herida causada al toro en la acción de picar.

## Reglamento
La suerte de picar y su correcta ejecución por parte del picador están recogidas por los diferentes reglamentos taurinos.
- Francisco Montes «Paquiro» en su obra «Tauromaquia completa» recogió las primeras reglas del torero.
- Reglamento de 1880.[26]
- Reglamento taurino de 1917.[27]
- Real Orden del 15 de junio de 1928: se establece la obligatoriedad del uso del peto para la protección de los caballos en todas las plazas de España.[28]
- Reglamento de 1930.[29]
- Disposiciones recogidas en 1959, entre ellas el trazado de los dos círculos en el ruedo que delimitaron la ubicación de picador a la hora de citar al toro y la distancia mínima a la que debe colocarse la res.[5]
- Reglamento taurino de 1996:[21]
  - características que deben tener los caballos de picar, artículo 60.
  - revisión, precintos y dimensiones: artículos 62, 64 y Anexo III
  - actuación de los picadores: artículo 72 y 73
  - tipos de puyas según las reses lidiadas: artículo 89

## Picadores
- Nicolasa Escamilla La Pajuelera mujer picadora, actuó en 1747.[30]
- José Daza, en el siglo XVIII, excelente picador que realizaba la suerte con vara larga y a caballo,[31] ejecutaba la suerte de picar encontrada, dándole las tablas al toro cuando este no quería salir de la zona de la barrera.[32][33]
- Juan Acebedo, picador que actuó en las corridas de toros celebradas en honor de la jura de Carlos IV en Madrid (diciembre de 1759). Formó parte de la cuadrilla del espada Juan Esteller[31]
- José Fernández tras quedar en evidencia al matar el toro a sus dos caballos en la suerte de varas, recurrió a los equinos disponibles propiedad de la Maestranza de Sevilla donde actuaba. Este hecho modificó la forma la suerte de picar.[5]
- Lorenzo Sánchez Castañita célebre picador del  siglo XIX.[8]
- José Bayard Cortés Badila (1858-1906), picador y reformador de la indumentaria de los varilargueros.[34]
- José García Borrero, premiado como mejor picador en la corrida de la prensa y concurso de ganaderías de 1980, dio una clamorosa vuelta al ruedo (inusual en picadores)  al final del festejo. Ganadería de Guardiola.[35]
- José Antonio Muñoz Ortiz, fallecido en el ruedo en 1999.[36]
- Nacho Meléndez obtuvo el premio al mejor picador de la Feria de San Isidro de 2012 por la actuación en el cuarto toro el 21 de mayo, 12.ª tarde de feria, en la que actuó con la cuadrilla de Eulalio López "el Zotoluco" y se lidiaron toros de la ganadería de Antonio Bañuelos.[37][38]

## El picador en el arte

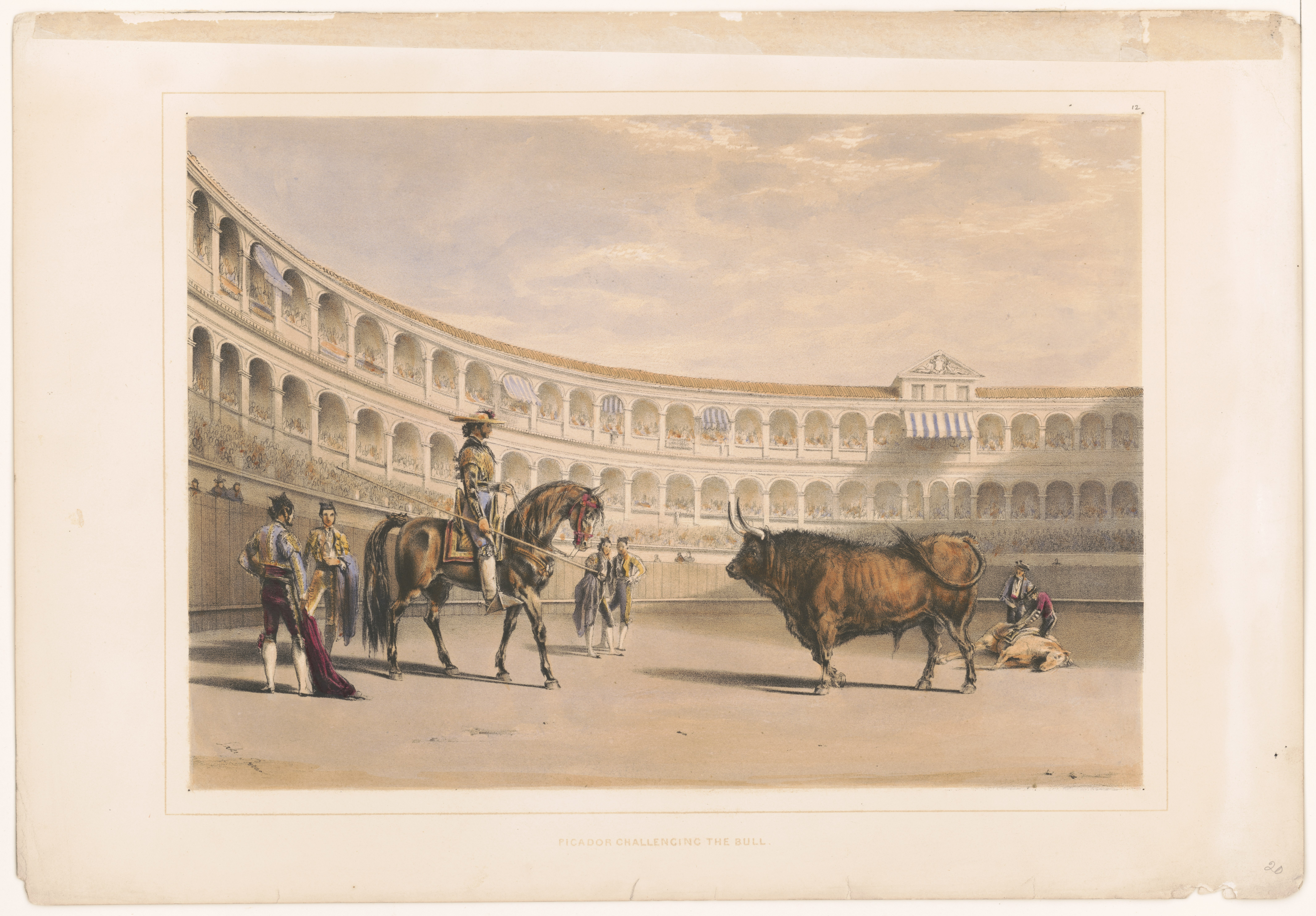
Picador

### Pintura Dibujo y Grabados
A lo largo de la historia de la tauromaquia diferentes artistas se han inspirado en la figura del picador para realizar sus obras. Destacan la colección sobre tauromaquia de Francisco Goya, una serie de estampas realizadas mediante la técnica del grabado, algunas de ellas tienen al picador como tema principal. Mariano Fortuny aficionado a la tauromaquia es el autor entre otras obras dedicadas a la tauromaquia del óleo «Corrida de toros. Picador herido» de 1867. Fernando Botero dedicó un total de sesenta óleos y noventa dibujos en la colección «La Corrida» dedicados a la tauromaquia entre ellas «Picador en la plaza» de 1991, obras que fueron expuestas con motivo de la Exposición Universal de Sevilla de 1992. Roberto Domingo Fallola  dedicó una serie a la figura del picador en obras como «Suerte de varas» o «Patio de caballos». José María García Fernández, «Castilviejo , quien contribuyó a inmortalizar al picador con una serie de apuntes y con los óleos «Suerte de varas» y «Patio de Caballos».
Venancio Blanco (escultor) dibujó al picador en «Suerte de varas» en 2001, este dibujo ilustra el cartel de la Corrida de la Beneficencia que se celebra en Las Ventas el 12 de junio de 2019. 

Grabados de Francisco Goya Lucientes
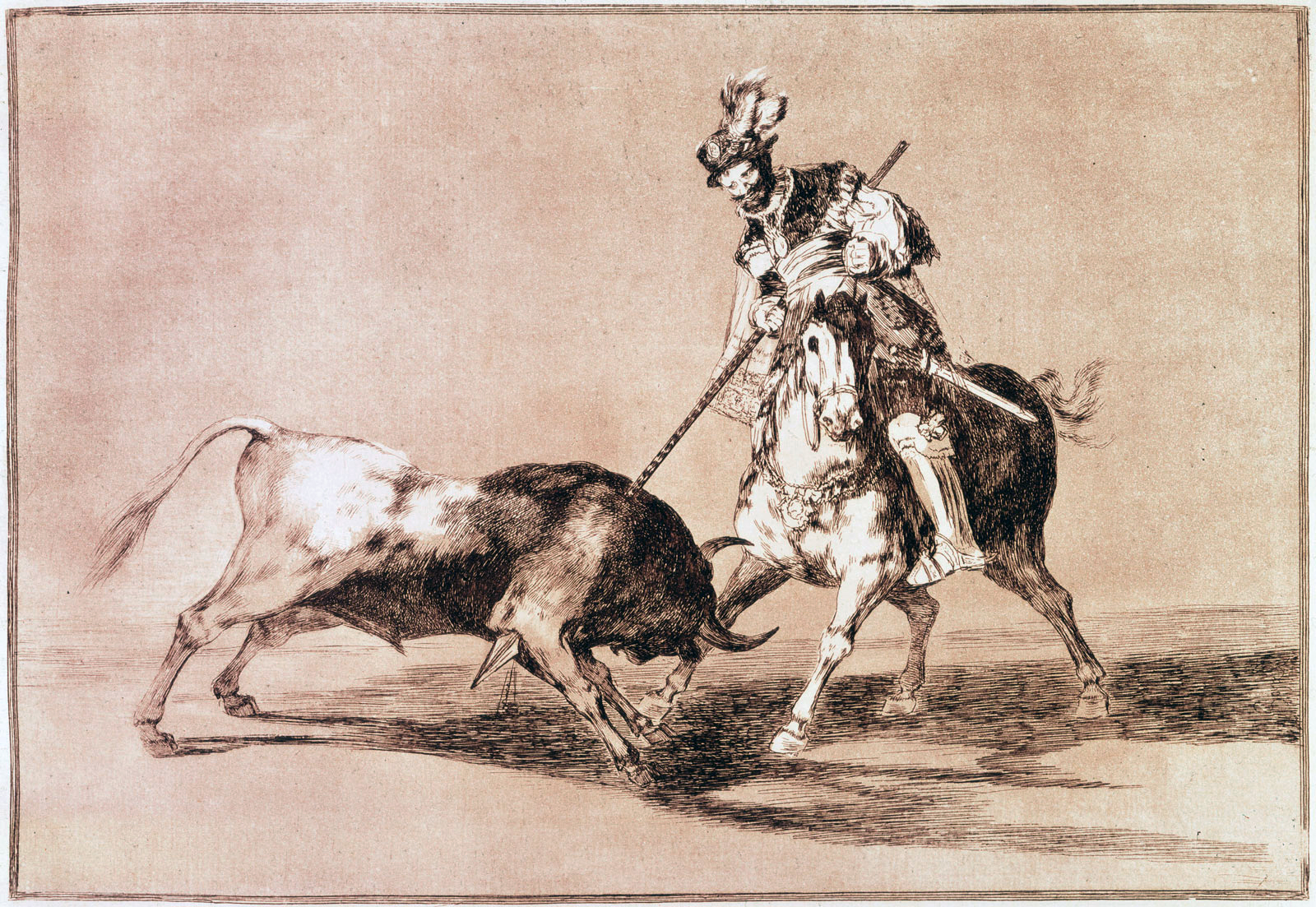
Grabado: «El cid Campeador lanceando otro toro» 1814-1816
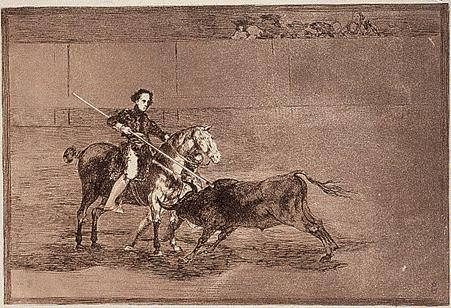
Grabado: «Valor varonil de la célebre Pajuelera en la de Zaragoza» 1814-1816
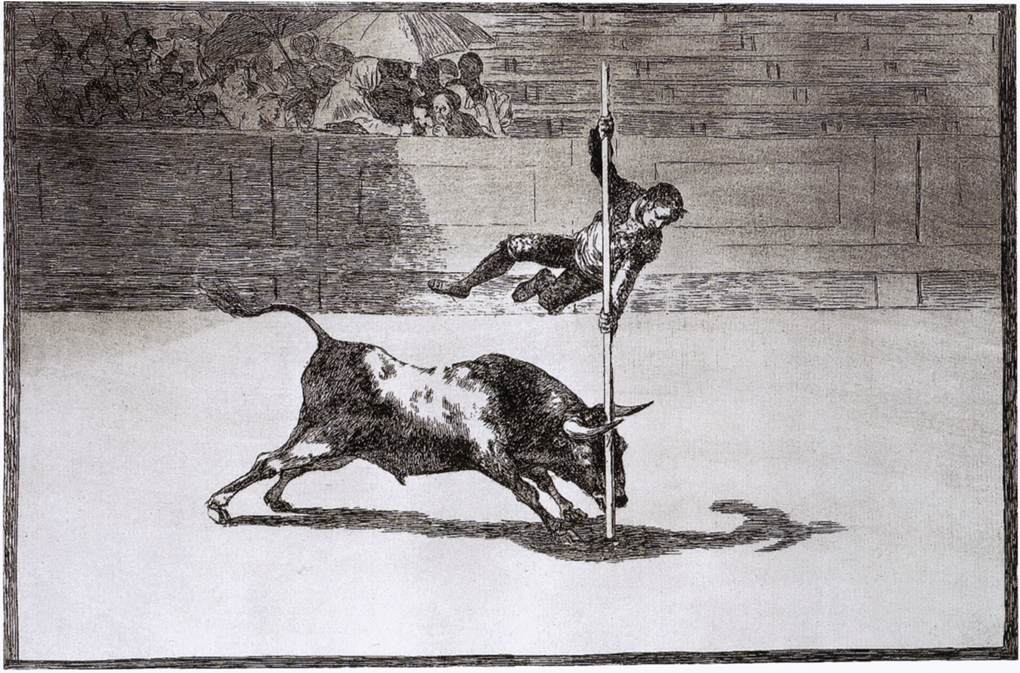
Grabado: «Ligereza y atrevimiento de Juanito Apiñani en la de Madrid» 1814-1816
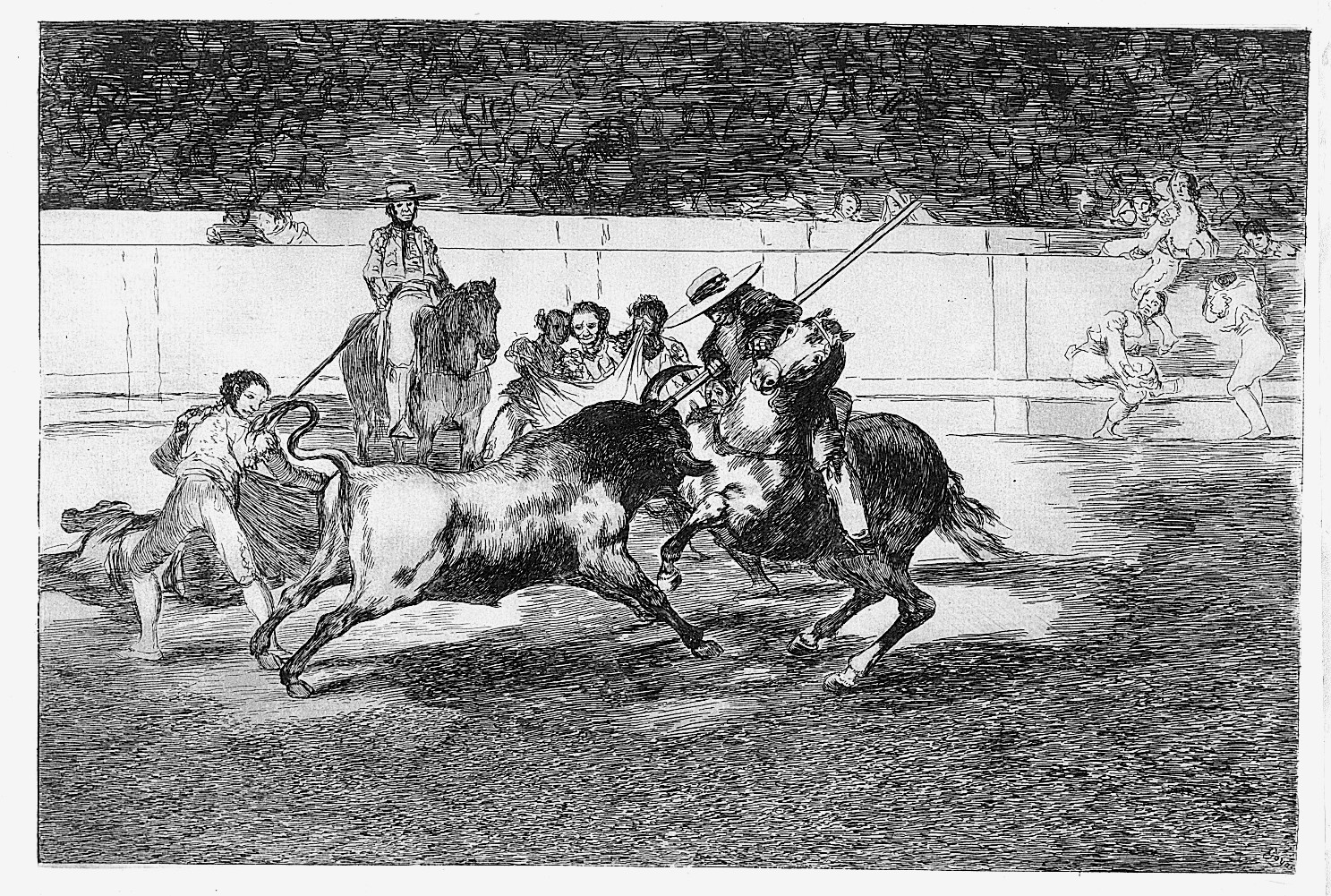
Grabado:«El esforzado Rendon picando un toro, de cuya suerte murió en la plaza de Madrid» 1814-1816

Obras de otros autores
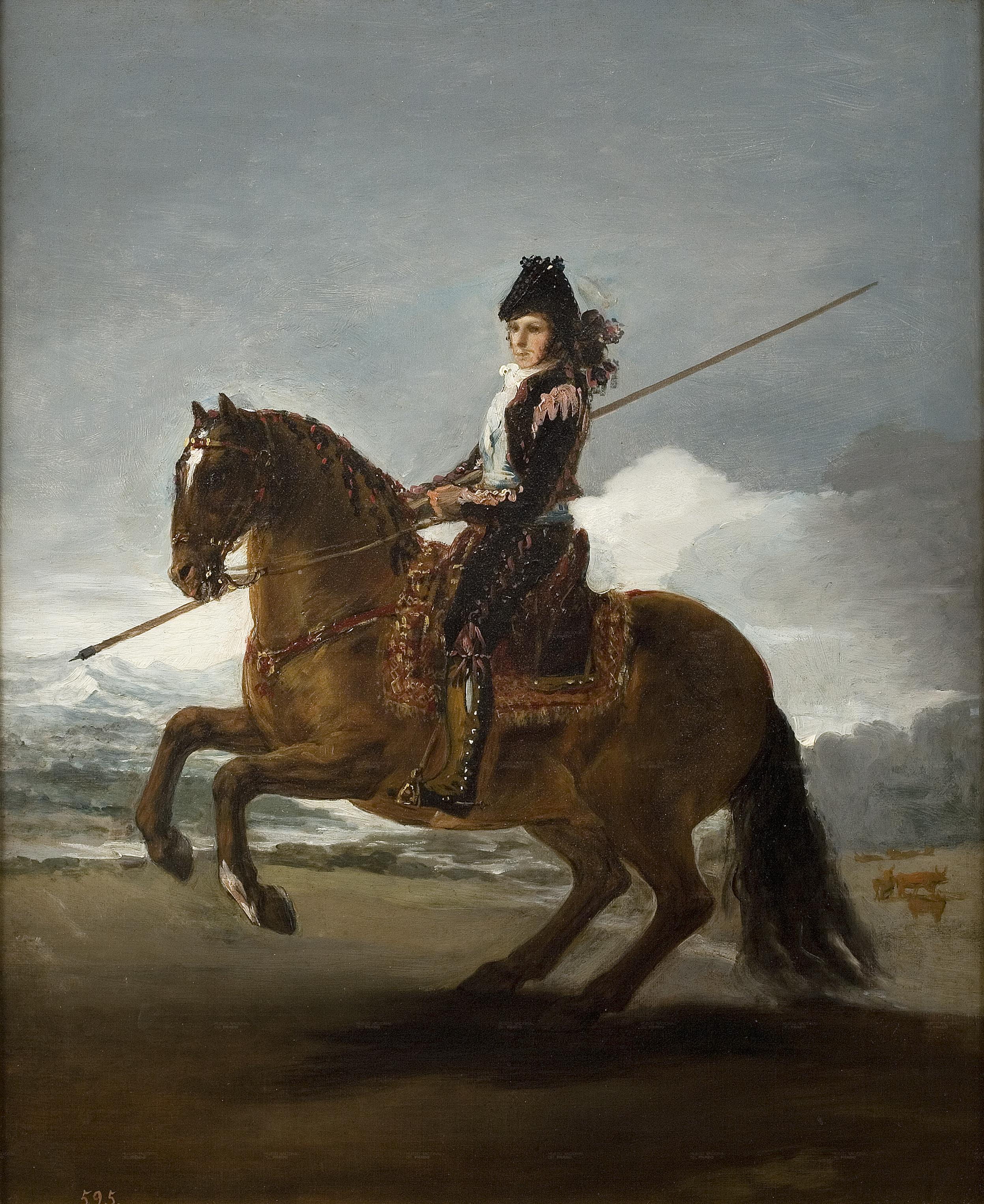
Un Garrochista, óleo (1795). Francisco de Goya
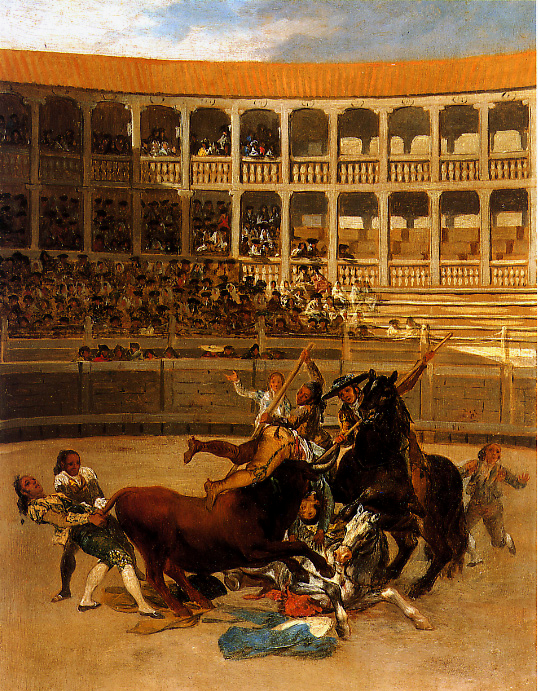
«Cogida del picador», óleo sobre hojalata (1793). Francisco de Goya. British Rail Pension Foundation, Londres, Reino Unido.
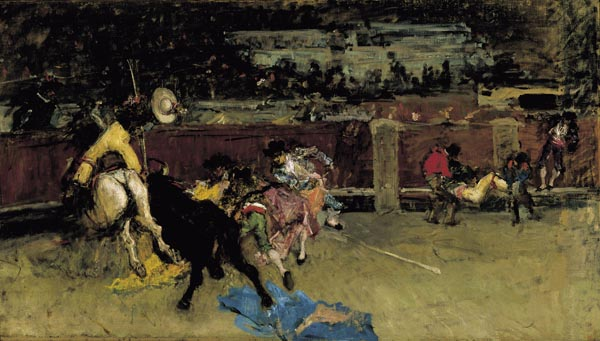
«Corrida de toros. Picador herido», óleo sobre lienzo (1867). Mariano Fortuny. Colección Carmen Thyssen-Bornemisza
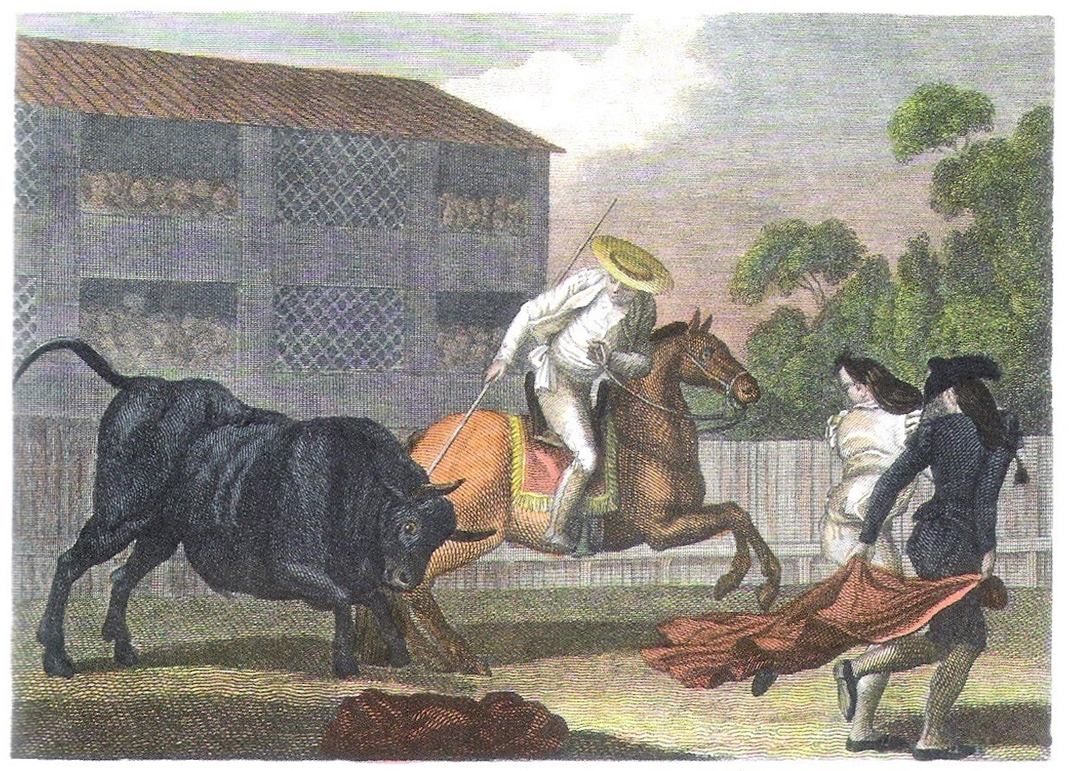
La corrida. (1805) Grabado en cobre coloreado basado en un dibujo de William Marshall Craig.
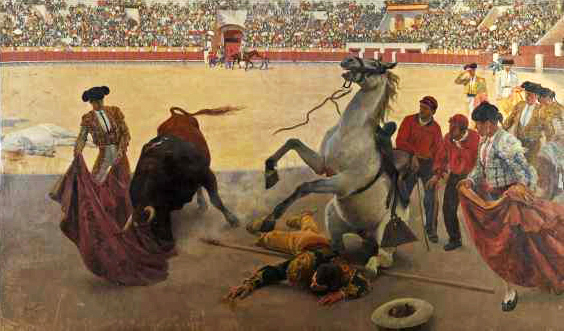
«El Quite», óleo sobre lienzo (1897). Enrique Simonet. Museo de Málaga.
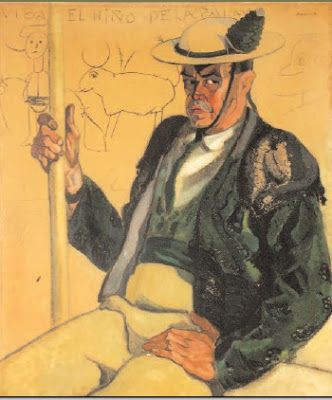
El Picador (1920) obra de Lorenzo Aguirre